# Liga ASOBAL de 2015–16
A Liga ASOBAL de 2015–2016 foi a 26º edição da Liga ASOBAL como primeira divisão do handebol espanhol. Com 16 equipes participantes o campeão foi o FC Barcelona Handbol.

## Times 2015-2016
| Time                      | Cidade            | Ginásio                  | Capacidade |
| ------------------------- | ----------------- | ------------------------ | ---------- |
| Abanca Ademar León        | León              | Palacio de los Deportes  | 5,188      |
| Ángel Ximénez P. Genil    | Puente Genil      | Alcalde Miguel Salas     | 600        |
| Bada Huesca               | Huesca            | Palacio de Deportes      | 5,000      |
| Blas-Gon Villa de Aranda  | Aranda de Duero   | Príncipe de Asturias     | 3,000      |
| BM Aragón                 | Zaragoza          | Príncipe Felipe          | 10,744     |
| BM Benidorm               | Benidorm          | Palau d'Esports L'Illa   | 2,500      |
| BM Guadalajara            | Guadalajara       | Multiusos de Guadalajara | 5,894      |
| BM Sinfín                 | Santander         | La Albericia             | 4,000      |
| FC Barcelona Lassa        | Barcelona         | Palau Blaugrana          | 8,250      |
| Fertiberia Puerto Sagunto | Puerto de Sagunto | Pabellón Municipal       | 1,500      |
| Fraikin Granollers        | Granollers        | Palau d'Esports          | 6,500      |
| Frigoríficos del Morrazo  | Cangas do Morrazo | O Gatañal                | 3,000      |
| Globalcaja C. Encantada   | Cuenca            | El Sargal                | 1,900      |
| Helvetia Anaitasuna       | Pamplona          | Anaitasuna               | 3,000      |
| Naturhouse La Rioja       | Logroño           | Palacio de los Deportes  | 3,851      |
| Teucro                    | Pontevedra        | Pavillón Municipal       | 4,000      |